# Чибу
Чибу (рум. Cibu) — село у повіті Муреш в Румунії. Входить до складу комуни Финтинеле.
Село розташоване на відстані 238 км на північний захід від Бухареста, 26 км на південний схід від Тиргу-Муреша, 102 км на південний схід від Клуж-Напоки, 101 км на північний захід від Брашова.

## Населення
За даними перепису населення 2002 року у селі проживали 162 особи, з них 157 осіб (96,9%) угорців. Рідною мовою 157 осіб (96,9%) назвали угорську.